# SM U-109
SM U-109 – niemiecki okręt podwodny typu U-93 zbudowany w Friedrich Krupp Germaniawerft w Kilonii w latach 1915-1917. Wodowany 25 września 1917 roku, wszedł do służby w Cesarskiej Marynarce Wojennej 7 listopada 1917 roku. Został przydzielony do IV Flotylli pod dowództwem kapitana Otto Neya. 
U-109 odbył tylko jeden patrol bojowy w czasie którego zatonął. Najprawdopodobniej wpadł na minę w cieśninie Kaletańskiej. Wszyscy członkowie załogi zginęli.